# Ланике
Ланике или Ланика (на старогръцки: Λανίκη) е дъщеря на Дропид, сестра на Клит Черния († 328 г. пр.н.е.) и дойка на Александър Македонски. Тя е родена след 380 г. пр.н.е.
От Андроник има син Протей, който е близък приятел (синтропос) на Александър Македонски, остава в Македония и става наварх на флота на Антипатър. Други двама сина, които участват в битката при Милет, са убити при Халикарнас през 334 г. пр.н.е.
Ланика се споменава във филма „Александър“ на режисьора Оливър Стоун от 2004 г., който е инспириран от историческата новела „Небесен пламък“ (Fire from Heaven) на Мери Рено от 1964 г.